# Станкостроительный завод «Свердлов»
Станкостроительный завод «Свердлов» (в Советское время Ленинградское станкостроительное производственное объединение (ЛСПО) им. Я. М. Свердлова, до национализации Машиностроительный завод «Феникс») — российская компания, ранее одно из крупнейших предприятий Санкт-Петербурга с многолетней историей. Головной завод объединения находился в начале Кондратьевского проспекта в Калининском районе Ленинграда. Основан до революции 1917 года как машиностроительный завод «Феникс» (проспект тогда носил название Безбородкинского).

## История
Завод был основан в 1868 году английским предпринимателем Дж. Мюргедом (до 1878 года помещался на 11-й линии Васильевского острова), в 1886 году перешёл к его сыновьям, образовавшим Товарищество машиностроительного завода «Феникс». В 1860-80-х гг. завод производил ремонт промышленного оборудования, выпускал детали машин для текстильных, писчебумажных, сахарных предприятий, позднее осуществлял сборку импортных машин и станков, подъемных кранов, резальных прессов, металлообрабатывающих станков, в 1914-17 выпускал боеприпасы. Завод прославился собственно произведёнными первыми в Петербурге паровыми машинами.
В 1919 году завод был национализирован, в 1922 году назван именем Я. М. Свердлова, в годы Гражданской войны был законсервирован. После 1925 года возобновлено производство станков.
Ленинградский государственный союзный завод «Ленстанколит», был объединён с заводом Свердлова 7 мая 1959 года.
Осенью и зимой 1941 года завод выпускал снаряды, затем производство было прекращено до 1944 года. В послевоенные годы завод выпускал металлорежущие станки. В 1962 году на базе предприятия создано Станкостроительное объединение.
В 2003 году в отношении предприятия была возбуждена процедура банкротства
В 2005 году в административном здании обанкротившегося завода был открыт бизнес-центр «Феникс»

## Преемники
В 1994 году на основе особого конструкторского бюро станкостроения ленинградского объединения им. Свердлова создана отдельная компания, «Техническое Бюро Станкостроения» (впоследствии «Станкозавод „ТБС“»). Компания обзавелась собственными производственными мощностями в бывших цехах завода Русский дизель.
В 2005 году впервые в России был продан бренд машиностроительного производства. Торговую марку ЗАО «Станкостроительный завод „Свердлов“» приобрело ООО «Киров-Станкомаш».